# حزب الاتحاد الديمقراطي الكوسوفي
حزب الاتحاد الديموقراطي الكوسوفي (بالألبانية : Lidhja Demokratike e Kosovës, LDK ) هو أكبر الأحزاب السياسية بكوسوفا كان يترأسه قائد الشعب إبراهيم روجوفا بالإضافة لكونه رئيس كوسوفا ، حتى وفاته بالواحد والعشرين من يناير لعام 2006 .
في الرابع والعشرون من أكتوبر لعام 2004 في انتخابات السلطة التشريعية فاز الحزب ب 45.5% من الأصوات العامة أو 47 من 120 مقعد بالبرلمان ، في أخر انتخابات 17 نوفمبر 2007 حصل الحزب على 22.6% وما يعادل 25 مقعد بالبرلمان .